# Бинтер (Болцано)
Бинтер је насеље у Италији у округу Болцано, региону Трентино-Јужни Тирол.
Према процени из 2011. у насељу је живело 42 становника. Насеље се налази на надморској висини од 1478 м.